# Canuto Cañete, conscripto del siete
Canuto Cañete, conscripto del 7 es una película en blanco y negro de Argentina dirigida por Julio Saraceni sobre el guion de Abel Santa Cruz según la obra Tire au flanc, de André Mouezy-Eón y André Sylvane que se estrenó el 7 de noviembre de 1963 y que tuvo como protagonistas a Carlos Balá, Morenita Galé, Héctor Méndez y Roberto Fugazot.

## Sinopsis
Aventuras de un torpe recluta que cumple servicio militar y el descubrimiento de una banda de ladrones.

## Reparto
- Carlos Balá … Canuto Cañete
- Morenita Galé … La Gringa
- Héctor Méndez … Falso abogado
- Roberto Fugazot … Atilio Ludueña
- Romualdo Quiroga … Sargento Gómez
- Lalo Malcolm … Jefe
- María Armand … Madre de Canuto Cañete
- Eduardo Humberto Nóbili … Teniente coronel
- Víctor Martucci … Secretario de guerra
- Nelson Prenat … Felipe Comesaña
- Mario Sapag … Orlando
- Isaias Somer
- Alberto Mazzini … Nelson
- Juan Alighieri … El Nene
- Alma Rhode … Amiga de La Gringa
- Roberto Bordoni … Médico
- Juan Díaz "Cuchiflito" … Víctor
- Mario Savino … Padre de Canuto Cañete
- Carlos Dúo … Hermano de Canuto Cañete
- Oscar Dúo … Hermano de Canuto Cañete
- Zulma Grey … Hija de Ludueña
- Domingo Garibotto
- Osvaldo María Cabrera
- Luisa Ruiz
- Pedro Tripichio
- Hedy Liszt
- Gloria Raines … Doña Carolina
- Juan Carlos Lima … Teniente Salías
- Roberto Blanco

## Comentarios
La Nación opinó:

”Apoyado en el disparate, en el gag elemental, en la mezcla de audacia y tontería… sin ingenio… apela constantemente al lugar común y a brochazos cómicos del más viejo cuño.”

## Otras versiones
Otros filmes basados en la misma obra teatral fueron:
- Tire-au-flanc (1928) dir. Jean Renoir
- Tire au flanc (1933) dir. Henry Wulschleger
- Tire-au-flanc 62 (1949) dir. Fernand Rivers
- Tire au flanc (1961) dir. François Truffaut y Claude de Givray